# Diecezja Campo Limpo
Diecezja Campo Limpo (łac. Dioecesis Campi Limpidi) – diecezja Kościoła rzymskokatolickiego w Brazylii. Należy do metropolii São Paulo, wchodzi w skład regionu kościelnego Sul 1. Została erygowana przez papieża Jan Pawła II bullą Deo bene opitulante w dniu 15 marca 1989.

## Główne świątynie
- Katedra: Katedra Świętej Rodziny w Campo Limpo Paulista
- Bazylika mniejsza: Bazylika Matki Bożej Różańcowej z Fatimy w Embu das Artes

## Biskupi diecezjalni
- Emílio Pignoli (1989–2008)
- Luiz Antônio Guedes (2008–2022)
- Valdir José de Castro SSP (od 2022)